# Brasenose College

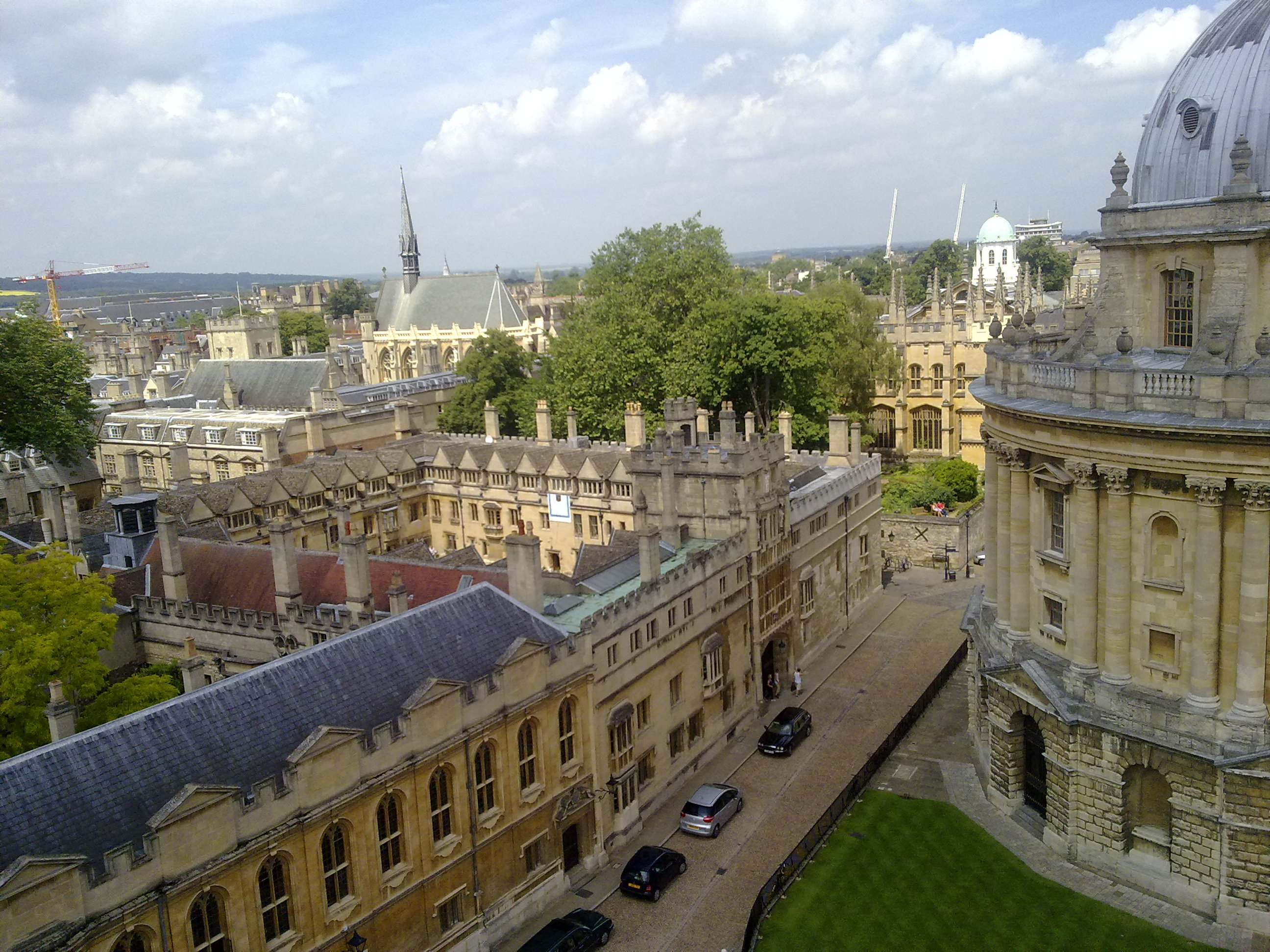
Brasenose College, Oxford

Brasenose College is een van de 39 colleges van de Universiteit van Oxford en werd gesticht in 1509. De oprichters waren de advocaat Sir Richard Sutton en de bisschop van Lincoln, William Smyth.
Brasenose College is bekend omdat het een van de oudste roeiverenigingen ter wereld heeft, Brasenose College Boat Club, opgericht in 1815. 
Bekende alumni zijn de Britse oud-premiers Henry Addington (1757-1844) en David Cameron (*1966), de Australische oud-premier Malcolm Turnbull (*1954), de komiek Michael Palin (*1943), generaal Douglas Haig, 1st Earl of Haig (1861-1928) en de sciencefiction schrijver David Langford (*1953).
Brasenose College is gelegen aan Radcliffe Square.